# Leandra crenata
Leandra crenata är en tvåhjärtbladig växtart som först beskrevs av Pav. och David Don, och fick sitt nu gällande namn av Célestin Alfred Cogniaux. Leandra crenata ingår i släktet Leandra och familjen Melastomataceae. Inga underarter finns listade i Catalogue of Life.